# Lépido
Marco Emilio Lépido(en latín, Marcus Aemilius Lepidus; 89 a. C.- 13 o 12 a. C.) fue un general y estadista romano que formó el Segundo Triunvirato junto con Augusto y Marco Antonio durante los años finales de la República romana. Lépido había sido previamente un aliado cercano de Julio César. Fue también el último pontifex maximus antes del Imperio romano, y (presuntamente) el último interrex y magister equitum en ostentar mando militar.
Si bien fue un capaz comandante militar y demostró ser un partidario útil de César, Lépido ha sido siempre descrito como el miembro menos influyente del Triunvirato. Tradicionalmente aparece como una figura marginalizada en descripciones de los eventos de la era, de manera más notable en las obras de Shakespeare (p. ej., Julio César o Antonio y Cleopatra). Si bien algunos académicos han respaldado esta perspectiva, otros afirman que la evidencia es insuficiente para descartar los efectos distorsionantes de la propaganda lanzada por sus opositores, en particular Cicerón y, luego, Augusto.

## Familia
Lépido nació en una familia patricia romana en el siglo I a. C. Su padre, cónsul del año 78 a. C., se llamaba igual que él, Marco Emilio Lépido —algo muy común en la Antigua Roma— y había formado parte de una rebelión contra la República, por lo que fue asesinado. Por la familia de su madre, Apuleya, también existían antecedentes de rebelión. Murió a finales del 13 a. C. o a principios del 12 a. C.
Descendiente directo del pontífice máximo, Marco Emilio Lépido, cónsul en el 187 a. C. y 175 a. C. Su hermano Lucio Emilio Paulo también fue cónsul en el año 50 a. C.

## Pretura
Aparece mencionado por primera vez en 52 a. C. cuando fue nombrado por el Senado interrex, a la muerte de Publio Clodio, con el fin de celebrar comicios, pero debido a la anarquía reinante no quiso celebrar comicios consulares alegando que no era habitualmente el trabajo del interrex; su propia casa fue atacada por la gente de Clodio, escapando Lépido por poco con vida. 
Al iniciarse la guerra civil entre Julio César y Gneo Pompeyo en 49 a. C. Lépido era pretor y se unió al partido del primero. 
Como los cónsules en ejercicio habían huido con Pompeyo a Grecia, Lépido era el magistrado de más alto rango que quedaba en Italia. Cuando César partió a Hispania, para llevar la guerra contra los pompeyanos Lucio Afranio y Marco Petreyo, Lépido quedó nominalmente encargado de Roma aunque dependía de Marco Antonio para la conservación de la paz en Italia. En ausencia de César, Lépido celebró comicios donde el primero fue nombrado dictador. 

## Proconsulado
En 48 a. C. se le dio el gobierno de la Hispania Citerior con el título de procónsul. Puso concordia entre el procónsul Quinto Casio Longino de la Hispania Ulterior y su cuestor M. Marcelo que se hacían la guerra, y logró el título de Imperator sin haber entrado en combate. Volvió a Roma en 47 a. C. y César le otorgó un triunfo, para satisfacer su vanidad, aunque los únicos trofeos que podía mostrar, según Dión Casio era el dinero que había robado de la provincia. El mismo año, César lo nombró magister equitum y en 46 a. C. lo hizo su colega en el consulado. En 45 a. C. fue nombrado nuevamente magister equitum. 

## Asesinato de César
En 44 a. C. se le dio el gobierno de la Gallia Narbonensis y de la Hispania Citerior pero no dejó Roma y gobernó mediante legados; permanecía en Roma cuando César fue asesinado; justo la noche anterior, la del día 14 de marzo, César y Lépido cenaron juntos,  y al día siguiente estaba en la Curia cuando se produjo el asesinato del dictador. Los conspiradores en un momento dado habían planeado también matarlo junto con Marco Antonio, pero finalmente este proyecto fue descartado. 
Lépido salió del edificio del Senado con otros fieles de César, y después de mantenerse oculto por algunas horas, se reunió con las tropas que preparaba para ir a sus provincias y parecía que tenía el poder supremo a su alcance. La noche del día 15 ocupó el foro y al día 16 hizo una proclama contra los asesinos; Antonio le desaconsejó recurrir a la violencia y en las negociaciones que siguieron con la aristocracia, Lépido compartió las posiciones de Marco Antonio. Este en compensación le apoyó para ser elegido Pontífice Máximo, cargo que estaba vacante por la muerte de César, y además para cimentar aún más la alianza entre ambos, la hija de Marco Antonio fue prometida al hijo de Lépido. 
A continuación fue a sus provincias con el objetivo de reconciliar a Sexto Pompeyo con los nuevos gobernantes de Roma. Esta misión había sido propuesta por Antonio que esperaba que Pompeyo regresará a Roma y privar así al Senado de buena parte de sus efectivos militares si estallaba la guerra. Lépido tuvo éxito en su misión y recibió distinciones de ambas partes: el Senado el 28 de noviembre, a propuesta de Marco Antonio, le votó una supplicatio.

## Triunvirato
No mucho después de estos hechos, Marco Antonio y el Senado rompieron relaciones. Antonio había recibido en los comicios la provincia de Galia Cisalpina que estaba en manos de Décimo Junio Bruto quien se negó a entregársela. Antonio, en consecuencia, marchó contra Bruto, y como éste era incapaz de resistírsele en campo abierto, buscó refugio en Mutina, la cual fue sitiada de inmediato por Antonio. El Senado abrazó la causa de Bruto, y estaban muy deseosos de que Lépido se uniera a ellos, ya que tenía la clave de la situación puesto que sus fuerzas emplazadas en la Narbonense podían decidir la balanza; el Senado para atraerlo le dio nuevos títulos honoríficos; a propuesta de Cicerón se le erigió una estatua y se le dio el título de Imperator, pero Lépido dudaba y esperaba el resultado de la lucha entre Antonio y el Senado para decidir. Ni siquiera dio las gracias al Senado por los honores recibidos y cuando los senadores le encargaron asistir a los cónsules Cayo Vibio Pansa e Aulo Hircio para levantar el asedio de Mutina, sólo envió un pequeño destacamento a través de los Alpes bajo el mando de Marco Silvano, pero con órdenes bastante confusas de forma que éste finalmente, en lugar de hacer lo que supuestamente tenía que hacer, se unió a Marco Antonio. Mientras tanto, Lépido empezaba a verse como enemigo, ante los ojos de Cicerón y de la aristocracia, especialmente por el escrito que envió pidiendo la paz entre el Senado y Marco Antonio. 
Por otra parte, el sobrino de César, Octavio apareció en Roma ese mismo año y, después de obtener un ejército con el apoyo del Senado romano, partió a combatir a Marco Antonio. Octavio le derrotó, en la segunda mitad de abril de 43 a. C. en Módena y Marco Antonio fue obligado a levantar el sitio y darse a la fuga. Antonio cruzó los Alpes con el resto de sus tropas y se dirigió directamente a la provincia de Lépido, el cual decidió que ya no podía permanecer más neutral y unió sus fuerzas con las de Antonio el 28 de mayo de 43 a. C. El 30 de junio el Senado declaró a Lépido enemigo público y ordenó que su estatua fuera derribada. Octavio todavía, al menos nominalmente, actuaba en nombre del Senado pero se dio cuenta de que éste no podría resistir a las fuerzas militares ahora unidas de Lépido y Antonio y por ello decidió abandonar su causa, más aún sabiendo que Asinio Polión, gobernador de la Hispania Ulterior, y Lucio Munacio Planco, gobernador de la Galia Transalpina, también se habían unido a Lépido y a Antonio, y que se preparaban a cruzar los Alpes con un formidable ejército. En agosto Octavio obligó al Senado a reconocerle como cónsul y anular los decretos contra Lépido y Antonio y a finales de octubre los tres hombres se reunieron en Bononia, lo que dio como resultado la formación del segundo triunvirato.
Los triunviros se repartieron las provincias y Lépido recibió las que ya tenía (Citerior y Narbonense) que gobernaría mediante legados para poder permanecer en Italia en 42 a. C. como cónsul. Octavio y Antonio harían la guerra contra Bruto y Casio. Del ejército de diez legiones, tres quedaron con Lépido para la protección de Italia, y el resto de las legiones se las repartieron Antonio y Octavio. Así Lépido obtuvo sólo un papel secundario en la inminente lucha entre los triunviros y el Senado, y parece haber estado satisfecho, pues nunca mostró ningún interés por esta empresa. 
Lépido y su ejército entraron en Roma el 29 de noviembre de 43 a. C. Reunidos en Roma, los tres triunviros declararon proscritos a eminentes miembros del Senado, así como de la aristocracia. Lépido opuso una leve resistencia a esta sanguinaria acción, pero fue ignorado. Más aún, Lépido puso en la lista el nombre de su propio hermano, el consular Lucio Emilio Paulo. Como consecuencia de las proscripciones, la sangre de trescientos senadores y dos mil caballeros corrió por la península itálica.
Al final de año, el 31 de diciembre, Lépido celebró un triunfo concedido por el Senado un año antes.

## Segundo Consulado
Durante el año 42 a. C., Lépido se quedó en Roma, mientras los otros triunviros corrían a Macedonia a vengar la muerte de César y buscar gloria. Al regresar Marco Antonio y Octavio de la Batalla de Filipos como vencedores, procedieron a repartirse las posesiones romanas; Lépido fue privado de sus provincias bajo acusación de haber estado en contacto con Sexto Pompeyo, pero se acordó que en caso de resultar inocente de estos cargos recibiría África en compensación de las que había perdido. 
Los dos triunviratos no pudieron probar nada contra Lépido, pero no fue hasta después de la guerra de Perusia en 40 a. C. que Octavio le permitió tomar posesión de su provincia de África y seguramente no la habría obtenido, si Octavio no hubiera tenido interés en tener a Lépido como aliado por si acontecía una ruptura entre él y Marco Antonio.

## Caída
Lépido permaneció en África hasta el año 36 a. C.  El triunvirato había sido renovado para cinco años en el año 37 a. C., pero Lépido tenía una representación meramente nominal. Al año siguiente, 36 a. C., Octavio lo llamó a Sicilia para ayudarle en la guerra contra Sexto Pompeyo. Lépido obedeció, pero cansado de ser tratado como comparsa decidió apoderarse de la isla y recuperar su poder. Dejó África el 1 de julio de 36 a. C. y desembarcó en Sicilia, actuando por su cuenta sin consultar a Octavio. Ocupó Lilibea y otras ciudades costeras y después marchó contra Messana, que también ocupó. Las ocho legiones pompeyanas que formaban la guarnición de esta ciudad se le unieron, y así dispuso de un ejército formado por 20 legiones. 
Cuando Octavio llegó, Lépido, sintiéndose lo suficientemente fuerte, reclamó la posesión de Sicilia y participar de forma equitativa con los otros triunviros en el gobierno. La guerra parecía inevitable, pero los soldados no confiaban en Lépido, y Octavio no tardó en convencer a una parte de sus legiones de que se pasaran a su bando. Un día se presentó en el campamento de Lépido e instó a las tropas a salvar a su país de una guerra civil. Este intento audaz fracasó, y Octavio se vio obligado a retirarse con una herida en el pecho. Sin embargo, tuvo finalmente el efecto deseado. En los días siguientes los destacamentos de Lépido fueron desertando hasta que el mismo Lépido se tuvo que rendir. Octavio procedió a acusarle de traición y a quitarle el título de triunviro. Abandonado por todos, Lépido cedió Sicilia y África a Octavio, y éste le perdonó la vida. Octavio le ordenó vivir en Circeii bajo estricta vigilancia; su fortuna privada no fue tocada y conservó la dignidad de Pontífice Máximo. 
Así terminó la vida pública de Lépido. Después de la conspiración de su hijo contra la vida de Augusto, a su regreso de la batalla de Actium (30 a. C.), Augusto le llamó a Roma y le trató con humillación extrema. Vivió en Roma hasta su muerte en 13 a. C. A su muerte Octavio Augusto logró el cargo de Pontífice Máximo.

## Matrimonio y descendencia
Estuvo casado con Junia Segunda, una hija de Servilia y de Décimo Junio Silano, y hermana del asesino de Julio César, Bruto. Tuvieron un hijo llamado Marco Emilio Lépido, el joven.